# Bertha van Bretagne
Bertha van Bretagne (1114-1156) was van 1148 tot aan haar dood hertogin suo jure van Bretagne. Ze behoorde tot het huis Cornouaille.

## Levensloop
Bertha was een dochter van hertog Conan III van Bretagne uit diens huwelijk met Mathilde FitzRoy, een buitenechtelijke dochter van koning Hendrik I van Engeland.
In 1138 huwde ze met Alan de Zwarte (1100-1146), die door koning Stefanus van Engeland werd benoemd tot graaf van Richmond. Het huwelijk tussen Alan en Bertha had als bedoeling om Bretagne tijdens de Anarchie te verbinden met het kamp van Stefanus.
Na de dood van haar eerste echtgenoot keerde Bertha terug naar Bretagne, waar ze rond 1147 hertrouwde met burggraaf Odo van Porhoët (overleden na 1173). Een jaar later, in 1148, onterfde haar op sterven liggende vader zijn zoon Hoël III, met het motief dat hij een bastaard was. Vervolgens benoemde Conan III zijn kleinzoon Conan, de zoon van Bertha uit haar eerste huwelijk, tot nieuwe erfgenaam, onder de voogdij van zijn stiefvader Odo van Porhoët. Na de dood van Conan III was het echter Bertha die Bretagne erfde. Haar broer Hoël III weigerde dit echter te aanvaarden, met een ernstige opvolgingscrisis als gevolg. Uiteindelijk werd Hoël enkel door de stad Nantes erkend als hertog van Bretagne.
In 1156 overleed Bertha. Vervolgens ontstond er een oorlog tussen haar zoon Conan IV en zijn stiefvader Odo van Porhoët, die weigerde om de macht af te staan en samenspande met Hoël III. Door een opstand in Nantes werd Hoël aldaar afgezet en was Conan in staat om Odo gevangen te nemen en hem te dwingen Bretagne af te staan.

## Nakomelingen
Bertha en haar eerste echtgenoot Alan van Richmond kregen drie kinderen:
- Conan IV (overleden in 1171), hertog van Bretagne
- Constance (overleden na 1184), huwde rond 1160 met burggraaf Alain III van Rohan
- Enoguen (overleden rond 1187), abdis van de Notre-Dame-abdij van Nid-au-Merle

Uit haar tweede huwelijk met Odo van Porhoët had ze twee kinderen:
- Godfried van Porhoët (overleden na 1155)
- Adelheid (overleden in 1220), abdis van de Abdij van Fontevraud

## Voorouders
| Voorouders van Bertha van Bretagne (1114-1156) | Voorouders van Bertha van Bretagne (1114-1156)                      | Voorouders van Bertha van Bretagne (1114-1156)                      | Voorouders van Bertha van Bretagne (1114-1156)                      | Voorouders van Bertha van Bretagne (1114-1156)                      | Voorouders van Bertha van Bretagne (1114-1156)                               | Voorouders van Bertha van Bretagne (1114-1156)                               | Voorouders van Bertha van Bretagne (1114-1156)                 | Voorouders van Bertha van Bretagne (1114-1156)                 |
| ---------------------------------------------- | ------------------------------------------------------------------- | ------------------------------------------------------------------- | ------------------------------------------------------------------- | ------------------------------------------------------------------- | ---------------------------------------------------------------------------- | ---------------------------------------------------------------------------- | -------------------------------------------------------------- | -------------------------------------------------------------- |
| Overgrootouders                                | Hoël II van Bretagne (1031–1084) ∞ Havise van Bretagne (1037-1072)  | Hoël II van Bretagne (1031–1084) ∞ Havise van Bretagne (1037-1072)  | Fulco IV van Anjou (1043-1109) ∞ Hildegarde de Beaugency (-1070)    | Fulco IV van Anjou (1043-1109) ∞ Hildegarde de Beaugency (-1070)    | Willem de Veroveraar (±1028–1087) ∞ 1051 Mathilde van Vlaanderen (1031-1083) | Willem de Veroveraar (±1028–1087) ∞ 1051 Mathilde van Vlaanderen (1031-1083) | ? (-) ∞ ? (-)                                                  | ? (-) ∞ ? (-)                                                  |
| Grootouders                                    | Alan IV van Bretagne (1063-1119) ∞ Ermengarde van Anjou (1068-1146) | Alan IV van Bretagne (1063-1119) ∞ Ermengarde van Anjou (1068-1146) | Alan IV van Bretagne (1063-1119) ∞ Ermengarde van Anjou (1068-1146) | Alan IV van Bretagne (1063-1119) ∞ Ermengarde van Anjou (1068-1146) | Hendrik I van Engeland (1068-1135) ∞ ? (-)                                   | Hendrik I van Engeland (1068-1135) ∞ ? (-)                                   | Hendrik I van Engeland (1068-1135) ∞ ? (-)                     | Hendrik I van Engeland (1068-1135) ∞ ? (-)                     |
| Ouders                                         | Conan III van Bretagne (1095-1148) ∞ Mathilde FitzRoy (- 1120)      | Conan III van Bretagne (1095-1148) ∞ Mathilde FitzRoy (- 1120)      | Conan III van Bretagne (1095-1148) ∞ Mathilde FitzRoy (- 1120)      | Conan III van Bretagne (1095-1148) ∞ Mathilde FitzRoy (- 1120)      | Conan III van Bretagne (1095-1148) ∞ Mathilde FitzRoy (- 1120)               | Conan III van Bretagne (1095-1148) ∞ Mathilde FitzRoy (- 1120)               | Conan III van Bretagne (1095-1148) ∞ Mathilde FitzRoy (- 1120) | Conan III van Bretagne (1095-1148) ∞ Mathilde FitzRoy (- 1120) |